# هاري كارسون
هاري كارسون (بالإنجليزية: Harry Carson)‏ (و. 1953  م) هو لاعب كرة قدم أمريكية، من الولايات المتحدة، ولد في فلورنس، يلعب كظهير ‏.

## جوائز
حصل على جوائز منها:
- قاعة مشاهير محترفي كرة القدم.

## روابط خارجية
- هاري كارسون على موقع مرجع كرة القدم المحترفة.كوم (الإنجليزية)